# 켈트하르 막 우허하르
켈트하르 막 우허하르(아일랜드어: Celtchar mac Uthechar)는 아일랜드 신화의 얼스터 대계에 등장하는 인물이다. 〈막 다 호의 돼지 이야기〉에 따르면 켈트하르는 울라의 무시무시한 영웅으로 머리칼은 회색에 키가 컸다고 한다. 켈트하르가 쿠라드미르를 두고 케트 막 마가크에게 도전했는데, 케트는 켈트하르에게 과거 자신이 켈트하르의 집에 쳐들어갔을 때 그가 자신의 창을 맞고 고자가 된 일을 언급하며 응수한다. 켈트하르는 둔 레흐글라서(Dún Lethglaise, Mound of Down (Irish Dún), 또는 라흐 켈트하르(Ráth Celtchair→켈트하르의 요새)라는 곳에 살았는데, 이곳은 오늘날 다운 주의 다운패트릭이라고 한다. 켈트하르의 아내는 둔 소바르커(Dún Sobairche, 오늘날의 앤트림 주 둔세버리크) 출신의 핀드모르(Findmór)이다. 켈트하르는 창을 무기로 썼는데, 그 이름은 룬 켈트하르라고 한다. 이 창은 피를 갈망하는 성질이 있어 제어하기 위해서는 독약이 든 가마솥에 넣어둬야 했다.
〈쿠얼러의 소몰이〉에서 울라인들이 출산의 고통에서 벗어나자, 켈트하르와 콘코바르 막 네사는 아흐 페너(Áth Féinne)의 알릴과 메브의 땅에 포로로 잡혀 있던 울라 여자 여덟 명을 구해냈다.
블리 브루구가 켈트하르의 아내와 동침하자 켈트하르가 그를 죽였다. 그 대가로 켈트하르는 울라의 위협이 되는 세 존재를 처리하라는 임무를 받는다. 첫 번째는 콩간크네스 막 데다드로, 콩간크네스는 조카 쿠 리의 죽음을 복수하기 위해 벼르고 있었다. 콩간크네스는 동물의 뿔과 같은 각질의 피부를 가지고 있었고 그 피부를 뚫을 수 있는 무기는 없었다. 켈트하르는 그에게 자기 딸 니엄(Niam)과 결혼할 것을 청하고, 니엄은 콩간크네스를 죽일 수 있는 유일한 방법은 그 발바닥에 시뻘겋게 달군 꼬챙이를 박는 것이라는 것을 알아낸다. 그녀는 이 정보를 아버지에게 전했고, 켈트하르는 그대로 콩간크네스를 죽였다. 두 번째 위협은 루크 돈(Luch Donn)이라는 이름의 흉포한 맹견이다. 강아지 때 한 과부에게 발견되어 길러졌는데, 너무 커져서 통제불능이 되었다. 개는 과부의 모든 가축과 그녀의 아들들, 그리고 과부 본인까지 모조리 죽였다. 그리고 밤만 되면 사람들의 정착지를 습격했다. 켈트하르는 오리나무 통나무 하나를 구해다가 꿀과 기름, 약초를 섞은 것 속에 넣고 끓여 강화시켰다. 통나무가 단단하게 굳자 켈트하르는 개에게 다가갔다. 개가 그를 물려고 달려들자 켈트하르는 통나무를 그 입 사이에 박아 턱을 닫지 못하게 했고, 그대로 개의 목구멍으로 그 심장을 뽑아 죽였다. 세 번째 위협은 켈트하르 본인의 개 돌쿠(Dóelchú)였다. 돌쿠는 공가크네스의 무덤 속에서 발견되었으며, 켈트하르만이 개를 다룰 수 있었다. 그러나 어느날 개가 탈출했고, 울라의 소와 양들을 죽여대기 시작했다. 켈트하르는 돌쿠를 찾아내 불렀다. 개가 자신에게 다가와 발을 핥자 켈트하르는 슬펐지만 어쩔 수 없이 개를 창으로 찔러 죽였다. 개의 시체에서 창을 뽑아내자, 개의 독성 피가 창을 따라 흘러내려 켈트하르의 몸에 이르렀고, 그로 인해 켈트하르는 죽었다.

## 같이 보기
- 룬 켈트하르